# Ares (A Coruña)
Ares – miasto w Hiszpanii, w prowincji A Coruña, we wspólnocie autonomicznej Galicja (Hiszpania).

## Historia
Pierwsze ślady osadnictwa pochodzą z epoki żelaza – pozostałości osady celtyckiej. Osada istniała również w okresie rzymskim. W średniowieczu znajdowała się tu do czasu prześladowań za panowania Izabeli I i Ferdynanda II kolonia żydowska. W XV wieku została założona dzielnica portowa i miasto zaczęło się bogacić na handlu solą.